# 克劳迪娅·普雷瑟坎
克劳迪娅·普雷瑟坎（羅馬尼亞語：Claudia Presăcan，1979年12月28日—），罗马尼亚女子竞技体操运动员。她曾代表罗马尼亚获得2000年夏季奥运会体操比赛女子团体全能金牌。